# Ageia
AGEIA Technologies, Inc. era una società produttrice di hardware in grado di accelerare la componente fisica nei videogiochi compatibili.

## Storia
Fondata nel 2002 da Manju Hegde, AGEIA Technologies, Inc. apre il suo primo ufficio, che resterà sede principale, a Santa Clara, California. Successivamente amplia la propria attività aprendo succursali a St. Louis, Missouri; Zurigo, Svizzera; e Pechino, Cina.
Il 9 maggio 2006 viene commercializzata PhysX, il primo prodotto di AGEIA.

Il 4 febbraio 2008, nVidia Corporation annuncia l'acquisizione di AGEIA Technologies; l'acquisizione verrà completata il 13 febbraio 2008.

Con l'acquisizione, l'obiettivo del team di sviluppo AGEIA non cambia: la soluzione utilizzata per l'elaborazione fisica dei videogame prende il nome di nVidia PhysX.

## Prodotti
Il 9 maggio 2006, AGEIA Technologies rende disponibile il suo primo prodotto: PhysX, la prima Physics Processing Unit (PPU) al mondo in grado di accelerare la componente fisica di videogiochi e motori grafici compatibili, andando ad alleggerire il carico di lavoro riservato alla CPU di un computer.
Assieme all'hardware, l'azienda sviluppa anche il PhysX SDK, software middleware in grado di agevolare la programmazione delle componenti fisiche nei videogames. A partire dal 23 novembre 2006, il PhysX SDK è disponibile gratuitamente per tutti gli sviluppatori che vorranno implementarlo nei propri videogames.

Il 22 agosto 2007, durante la Games Convention di Lipsia, AGEIA presenta la prima soluzione PPU per dispositivi notebook: PhysX 100M. Questa soluzione è riservata ai notebook di fascia alta e si caratterizza per un consumo energetico in condizioni di gioco pari a circa 10W.
Al momento dell'annuncio dell'acquisizione da parte di nVidia, il motore fisico di AGEIA era stato implementato in oltre 140 titoli, contando sia quelli già commercializzati che quelli in sviluppo su piattaforme Playstation 3, Xbox 360, Wii e PC. Il PhysX SDK contava oltre 10.000 utenti registrati e attivi.
Attualmente la tecnologia PhysX è integrata in tutte le schede video nVidia aventi processore grafico di generazione G80 o successiva.